# Hlassamè
Hlassamè est un arrondissement du département de Couffo au Bénin. 

## Géographie
Hlassamè est une division administrative sous la juridiction de la commune de Lalo.

## Démographie
Selon le recensement de la population effectué par l'Institut National de la Statistique Bénin en 2013, Hlassamè compte 19 055 habitants.